# Варганов, Алексей Дмитриевич
Алексей Дмитриевич Варганов (26 сентября 1905, Покровское, Ярославская губерния — 22 февраля 1977, Суздаль, Владимирская область) — советский искусствовед, архитектор-реставратор, музейный деятель. Заслуженный деятель искусств РСФСР (1957).

## Биография
Алексей Дмитриевич Варганов родился 26 сентября 1905 года в селе Покровское на Лиге Ростовского уезда Ярославской губернии (ныне — Покровское в Инальцинском сельском поселении Борисоглебского района Ярославской области).
В 1930 Алексей Варганов закончил в Ленинграде Высшие государственные курсы искусствоведения и приехал в Суздаль для работы в музее. С 1931 директор Суздальского музея, занимался исследованием памятников архитектуры города, защитой их от разрушения, а также комплектацией музейной коллекции. В 1934 вместе с Н. Н. Ворониным начал археологическое обследование города.
Занимался историей строительства и архитектурой Рождественского собора Суздальского кремля. В 1934 обнаружил в стене западного притвора древнюю лестницу на хоры, в 1938 — домонгольские фрески XIII века с изображением старцев. В подклете Покровского собора Покровского монастыря раскопал гробницу «сына» великой княгини Соломонии Сабуровой — см. Анастасия Васильевна (1610).
В 1945—1950 — также инспектор памятников архитектуры Суздаля, одновременно — руководитель реставрационных работ Суздальского реставрационного участка. Один из соорганизаторов научно-реставрационной производственной мастерской «Владимирреставрация».
Под его руководством в 1954—1964 проведена реставрация Рождественского собора и других памятников Суздальского кремля. С 1961 — главный архитектор Владимирской научно-реставрационной мастерской.
Умер А. Д. Варганов 22 февраля 1977. Похоронен в Суздале.

## Память
Именем Варганова А. Д. названа одна из улиц Суздаля. Во Владимире установлена мемориальная доска в память о А. Д. Варганове (Офицерская улица, дом 3).

## Звания и награды
- Заслуженный деятель искусств РСФСР (1957).
- Почётный гражданин Суздаля (1974).
- Медаль «За доблестный труд» (1969).
- Орден Ленина (1972).

## Основные труды
- Суздаль. — М., 1944. — (Серия «Сокровища русского зодчества»).
- Из ранней истории Суздаля (IX—XIII вв.) // Краткие сообщения института истории материальной культуры. — М., 1946. — Вып. 12. — С. 127—134.
- Обжигательные печи XI—XII вв. в Суздале // Краткие сообщения института истории материальной культуры. — 1956. — Вып. 65. — С. 49.
- Суздаль: историко-экономический очерк. — Владимир, 1957.
- Суздаль. Очерки по истории и архитектуре. — Ярославль, 1971. — 184 с.
- Ещё раз о суздальском соборе // Советская археология. — М., 1977. — № 2. — С. 249—255.
- Суздаль. Путеводитель. Исторический очерк/ А. Д. Варганов, А. А. Варганов. — М.: Советская Россия, 1985. — 160 с.